# 帕帕阿洛亞 (夏威夷州)
帕帕阿洛亞（英語：Paauhau）是位於美國夏威夷州夏威夷縣的一個非建制地區。該地的面積和人口皆未知。

## 地理
帕帕阿洛亞的座標為19°58′44″N 155°13′16″W / 19.97889°N 155.22111°W，而該地的平均海拔高度為3米（即10英尺）。